# Federico Sacchi
Pour les articles homonymes, voir Sacchi.
Federico Sacchi est un footballeur argentin né le 4 septembre 1936 à Rosario en Argentine, et mort le 7 novembre 2023.

## Biographie
Il commence à jouer au football en prenant part aux Campeonatos Infantiles Evita. Dans la foulée, il est recruté par le Tiro Federal Rosario. En 1957, il dispute le championnat du monde militaire de football qui se déroule en Argentine. L’Argentine est battue en finale par la France. En 1958, il est recruté par le grand club de Rosario : Newell's Old Boys. Il débute en première division cette même année, puis en 1961, il s’engage avec le Racing Club Avellaneda. Dès sa première année au Racing, il remporte le championnat d’Argentine. Il rejoint les rangs de Boca Juniors en 1965, remportant là aussi dès sa première année au club, le championnat d’Argentine. Il joue ensuite au Pérou, au Brésil et aux États-Unis. Il compte 15 sélections en équipe d'Argentine et a inscrit un but entre 1960 et 1965.
Sacchi se distingue par l'élégance de son jeu. César Luis Menotti, avec qui il a joué au Racing, raconte qu'il ne lui pardonnait pas de mettre une balle en dehors du terrain. Vers le milieu des années soixante, il a dû arrêter de pratiquer le football à cause d'une lésion.
Une fois à la retraite, il se fait remarquer à la tête de la direction technique, spécialement avec les équipes de jeunes, avec le soutien et la complicité de César Luis Menotti. Il est d’ailleurs l’adjoint de Menotti lors du match Argentine-Brésil le 23 août 1979 lors de la Copa América 1979.
Il est élu par l’AFA au « Salon de Fama », le hall of fame du football argentin.

## Carrière
- Club Atlético Tiro Federal Argentino
- 1958-1960 : Newell's Old Boys
- 1961-1964 : Racing Club Avellaneda
- 1965-1966 : Boca Juniors
- Pérou
- Brésil
- États-Unis

## Palmarès
- Championnat d’Argentine en 1961 et 1965.